# Oliver Hilmes
Oliver Hilmes (Viersen, 1971) is een Duitse historicus, politicoloog, biograaf, publicist en cultuurmanager. Hij woont in Berlijn.

## Biografie
Oliver Hilmes studeerde geschiedenis, politicologie en psychologie aan de Sorbonne en de universiteiten van Marburg en Potsdam. Hij promoveerde bij Christoph Kleßmann op een proefschrift over de politieke receptie-esthetiek rond Gustav Mahler in samenhang met het Duitse antisemitisme in de periode 1919-1945. Zijn biografieën over koning Ludwig II van Beieren, Cosima Wagner (dochter van Franz Liszt en echtgenote van Richard Wagner) en Alma Mahler-Werfel (echtgenote van culturele grootheden als Gustav Mahler, Walter Gropius en Franz Werfel) waren bestsellers. De Cosima-biografie werd met twee internationale prijzen bekroond. In Berlin 1936 becommentarieerde hij in 2016 de kort daarvoor gevonden bewonerskaart van de Joodse Richard Friedländer, die volgens dat document de biologische vader zou zijn van Magda Goebbels, de vrouw van nazi-kopstuk Joseph Goebbels.
Van 1996 tot 2013 werkte Hilmes tevens als zakelijk leider voor een stichting die de wetenschappelijke muziektheoretische kennis van de componist Sigfrid Karg-Elert bevordert. Sinds 2002 werkt hij als cultuurmanager voor de Berliner Philharmoniker. Daarnaast vervulde en vervult Hilmes vele andere adviserende en organisatorische nevenfuncties in de Duitse cultuursector.

## Waardering
- Literatuurcriticus Tilman Krause noemde Hilmes in 2007 in de Duitse krant Die Welt ,,het wonderkind onder de Duitse biografen".[2]
- In 2008 kreeg Hilmes van Geisteswissenschaften International de Preis zur Förderung der Übersetzung geisteswissenschaftlicher Literatur voor het werk Herrin des Hügels. Das Leben der Cosima Wagner.[3]
- In 2013 kreeg hij de Prix des Muses (prix spécial du jury) voor zijn boek Cosima Wagner. La maîtresse de la colline.[4]